# ドライブ・スルー・アメリカ
『ドライブ・スルー・アメリカ』（DRIVE THRU AMERICA）は、1995年2月22日に発売された柳原陽一郎のソロとしての1作目のアルバム。

## 解説
1990年にたまのメンバーとしてデビューした柳原のソロ1作目となるアルバム。しかし、本作の収録曲のうちシングルとしてリリース済みの「みんなおぼえてる」と「ブルー・アイズ」、「アメリカン・ボーイ」以外の楽曲は、洋楽に柳原独自の訳詞をつけたカバー曲で占められており、カバー・アルバムの趣が強い。ちなみに柳原は、当時のたまのファンクラブの会報誌において、洋楽を日本語で歌うというコーナーを担当していた。本作に収録されたカバーのうち、「レインボー・コネクション」は作者であるポール・ウィリアムズに直接聴かせ、高評価を得たというエピソードが残っている。また、「ハレルヤ」はたまのライブのソロコーナーでも演奏されており、「エブリタイム・ウィー・セイ・グッドバイ」は2012年に発売されたオルケスタ・リブレとの共演作『うたのかたち〜UTA NO KA・TA・CHI』でもカバーされた。
後に本作について、「作った時はこれでやっていくんだっていうよりは、カバーということを通した、自分の根っこの再確認作業だった。それとカバーというお題を与えられて、自分が歌い手として訳詞家として、さらに半分プロデュースというか、曲の選択も任されたから、どれだけやれるのかという挑戦したもの。」と語っている。なお、本作を引っ提げたツアーでは、後に発表された「奇跡の人」も披露された。
次作『長いお別れ』より本名の「柳原陽一郎」名義となっており、本作は唯一の「柳原幼一郎」名義でのソロアルバムとなる。
一度廃盤となっていたが、2012年1月25日にEMIミュージック・ジャパンによる「EMI ROCKS "The First"」シリーズの一環として紙ジャケット仕様で再発売された。なお、次作『長いお別れ』や『ウタノワ』のようなボーナス・トラックなどの追加収録はなく、同年に発売された2ndシングル『クリスマス・ベル』に収録された2曲はアルバム未収録のままとなった。

## 収録曲
| #         | タイトル                                                              | 作詞・作曲                                                             | オリジナル・アーティスト           | 時間  |
| --------- | --------------------------------------------------------------------- | ---------------------------------------------------------------------- | ---------------------------------- | ----- |
| 1.        | 「ブルー・アイズ」(BLUE EYES)                                         | 柳原幼一郎                                                             | - オリジナル楽曲                   | 3:55  |
| 2.        | 「ロックンロール・レイディオ」(DO YOU REMEMBER ROCK 'N' ROLL RADIO?)  | - 柳原幼一郎（日本語詞）                                               | ラモーンズ                         | 4:18  |
| 3.        | 「レインボー・コネクション」(RAINBOW CONNECTION)                      | - 柳原幼一郎（日本語詞）                                               | カーミット                         | 3:23  |
| 4.        | 「アラバマ・ソング」(ALABAMA SONG)                                    | - Bertolt Brecht（作詞） - Kurt Weill（作曲） - 柳原幼一郎（日本語詞） | クルト・ヴァイル                   | 4:04  |
| 5.        | 「リーズン・トゥ・ビリーブ」(REASON TO BELIEVE)                       | - Tim Hardin - 柳原幼一郎（日本語詞）                                  | ティム・ハーディン                 | 3:26  |
| 6.        | 「ハレルヤ」(HALLELUJAH)                                              | - Leonard Cohen - 柳原幼一郎（日本語詞）                               | レナード・コーエン                 | 5:16  |
| 7.        | 「ミスター・ソウル」(MR. SOUL)                                        | - Neil Young - 柳原幼一郎（日本語詞）                                  | バッファロー・スプリングフィールド | 3:13  |
| 8.        | 「オンリー・イエスタデイ」(ONLY YESTERDAY)                            | - 柳原幼一郎（日本語詞）                                               | カーペンターズ                     | 4:31  |
| 9.        | 「ミー・ジャパニーズ・ボーイ」(ME JAPANESE BOY)                       | - Hal David（作詞） - Burt Bacharach（作曲） - 柳原幼一郎（日本語詞）  | ボビー・ゴールズボロ               | 4:04  |
| 10.       | 「みんなおぼえてる」(I'LL REMEMBER YOU)                               | 柳原幼一郎                                                             | オリジナル楽曲                     | 5:12  |
| 11.       | 「アメリカン・ボーイ」(AMERICAN BOY)                                  | 柳原幼一郎                                                             | オリジナル楽曲                     | 4:33  |
| 12.       | 「エブリタイム・ウィー・セイ・グッドバイ」(EVERY TIME WE SAY GOODBYE) | - Cole Porter - 柳原幼一郎（日本語詞）                                 | コール・ポーター                   | 3:04  |
| 合計時間: | 合計時間:                                                             | 合計時間:                                                              | 合計時間:                          | 48:59 |

## 参加ミュージシャン
- 柳原幼一郎：歌, ピアノ（＃1,6,9,10）、アコーディオン（＃6,8,9,10,11,12を除く）、エレキ・ピアノ（＃8）、足ぶみオルガン・ハーモニカ（＃10）、生ギター（＃10,11）、コーラス
- 稲葉政裕：エレキ・ギター、スライドギター（＃5）、生ギター（＃10,11）、コーラス（＃3,4,10）
- 澤田浩史：ベース、コーラス（＃3,4,10）
- ゲン太：ドラム（＃8,12を除く）、パーカッション（＃2,6,11,12を除く）、ひざ（＃12）、コーラス（＃3,4,10）
- 萩原健太：生ギター（＃11を除く）
- 真城めぐみ：コーラス（＃1,2,3,7,8,9）